# Карагандинский автовокзал
Карагандинский автовокзал — автовокзал в городе Караганде, один из крупнейших автовокзалов в Республике Казахстан, предназначенный для обслуживания пассажиров на междугородных и пригородных рейсах.

## История
Автовокзал был построен в 1969 году рядом с железнодоржным вокзалом.
Роспись в зале ожидания автовокзала — живопись по эмалированной плитке «Революция, Мир, Недра Земли», выполнил художник Н. П. Александров.

В Караганде вступил в строй новый автовокзал. В удобном просторном помещении из стекла и бетона разместились кассы городских и загородных автобусных линий, справочное бюро, пункт диспетчерской службы, пассажирский зал для ожидания автобуса, буфет, книжные и газетные киоски, ресторан.— Народное хозяйство Казахстана, 1969
С 2001 он был передан в ведение ТОО[что?], и с того момента является частной собственностью.
Автовокзал стал первым в Казахстане, который запустил электронную продажу билетов. Ранее при покупке билета через сайт необходимо было позднее брать его печатную версию в кассе автовокзала. С новой системой возможна прямая посадка на автобус.
В 2012 году на территории автовокзала произошло возгорание. На время тушения пожара деятельность станции была приостановлена.
В 2015 году в рамках реконструкции привокзальной площади началась установка тёплых остановочных комплексов. Предполагается, что их полное обустройство обойдётся в 18 млн тенге.

## Маршрутная сеть
Автовокзал обслуживает пригородные, внутриобластные, межобластные и международные маршруты. Через станцию проходят 8 транзитных маршрутов, 8 — международных, 10 — межобластных, 33 — внутриобластных и 7 — пригородных. Ежедневно с Карагандинского автовокзала совершается 76 междугородних и 250 пригородных рейсов.